# Slow Down Your Neighbors
«Slow Down Your Neighbors» —«Frena a tus vecinos» en España— es el undécimo episodio de la segunda temporada de la serie de televisión Modern Family, emitido por primera vez el 5 de enero de 2011 en American Broadcasting Company (ABC). En este, Claire vigila el vecindario a la espera de atrapar y detener un automóvil que corre a gran velocidad por sus calles. Mientras tanto, Phil, que es agente inmobiliario, está ocupado con un cliente difícil. A Jay le cuesta enseñar a Gloria y Manny a montar en bicicleta;  Manny logra aprender, pero a Gloria se le hace más complicado. Por otro lado, Mitchell y Cameron tienen un nuevo vecino.
Ilana Wernick escribió el guion y Gail Mancuso se encargó de la dirección, por lo que repitieron tras «Dance Dance Revelation». James Marsden como Barry, el nuevo vecino de Cameron y Mitchell, es una de las estrellas invitadas. De la misma manera, Jami Gertz representa a Laura, la nueva cliente de Phil. Ariel Winter, quien ocupa el papel de Alex, no aparece.
En mayor parte, el capítulo recibió buenas críticas, algunas de ellas elogiaron la actuación de Nolan Gould. En su primera emisión, más de once millones de telespectadores vieron el episodio. Logró una puntuación Nielsen de 4.8, de modo que fue el segundo programa con guion mejor calificado de la semana por detrás de Los Simpson. Además, fue uno de los tres capítulos de Modern Family nominados a la mejor dirección en una serie de comedia en la sexagésima tercera edición de los premios Primetime Emmy. Por consiguiente, Gail Mancuso fue nominada como su directora, pero «Halloween» (dirigido por Michael Spiller), de la misma serie, se alzó con la victoria.

## Argumento
Claire (Julie Bowen) se convierte en una vigilante del vecindario que espera atrapar y detener a un automóvil deportivo que va a gran velocidad. Phil (Ty Burrell) intenta vender una casa cercana que pertenece a una cliente difícil, quien resulta ser Laura (Jami Gertz), la conductora buscada.
Claire imprime varios carteles, que ponen «más lento» en la parte superior, la matrícula del automóvil debajo y un «sus vecinos» en la inferior. Sin embargo, su familia señala que, tal como se presentan, en realidad dicen «frena a tus vecinos». Independientemente, Claire le ordena a Phil que los coloque por todo el barrio. Más tarde, Claire persigue al automóvil en una bicicleta, pero le pierde la pista. Encuentra a Phil en la jornada de puertas abiertas que ha organizado para Laura y este se la presenta. Laura está a punto de irse en el momento en que le ofrece a Claire llevarla de regreso a su casa; ella entra al auto y se da cuenta de que es la conductora que desprecia, pero no le dice nada. Posteriormente, Phil menciona que Claire se lo ha recriminado por verlo como una «traición», ya que en el momento en el que fue a enseñar la casa a Laura reconoció que era la conductora que su mujer estaba buscando y no había contado nada al respecto.
Mientras tanto, Manny (Rico Rodríguez) está a punto de montar por primera vez en bicicleta para ir a la escuela. Sin embargo, su padrastro Jay (Ed O'Neill) encuentra que tiene unos ruedines, los cuales han sido puestos por la madre de Manny, Gloria (Sofía Vergara). Jay decide quitarle los estabilizadores y se da cuenta de que a Manny se le da bien manejarla. Como Gloria tampoco había montado nunca, después de que su madre la traumatizara de pequeña al contarle que podría ser secuestrada, Jay intenta enseñarle, pero no lo consigue.
Gloria pide ayuda a Phil para recibir lecciones, pero tiene que ir a enseñar una casa. No obstante, el hijo de Phil y sobrino de Gloria, Luke (Nolan Gould) decide enseñarle a través de dispararle agua con una pistola de juguete y, aunque Gloria se queja, logra montar la bicicleta sin caerse. Cuando Laura pasa a gran velocidad, Claire le quita la bicicleta y persigue al coche. Por otro lado, al ver que el método de aprendizaje es un éxito, Luke hace lo mismo con su hermana mayor Haley (Sarah Hyland) para que estudie.
Mitchell (Jesse Tyler Ferguson) y Cameron (Eric Stonestreet) descubren que tienen un nuevo vecino llamado Barry (James Marsden) que dice haberse mudado al apartamento de arriba. A Cameron le agrada de inmediato Barry, aunque Mitchell se muestra reacio porque a Barry le gusta el reiki, lo cual considera que es «todo una mentira». Sin embargo, cuando Mitchell comienza a confiar en él, Cameron se encuentra con su casera (Sharon Omi), la que le cuenta que nadie se ha mudado al apartamento de arriba. Al instante, Cameron escucha un estornudo procedente del castillo de princesas de su hija, por lo que se da cuenta de que Barry se quedaba ahí. Cameron se lo recrimina y le dice que se vaya, pero ambos se pelean físicamente dentro del castillo; Mitchell llama a la policía después de afirmar que tenía razón al descartar a Barry desde el principio.

## Producción

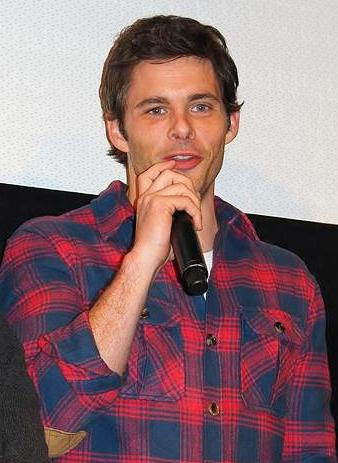
James Marsden fue una de las estrellas invitadas.

La escritura del guion de «Slow Down Your Neighbors» recayó en Ilana Wernick, mientras Gail Mancuso se encargó de la dirección. Se trata del tercer episodio redactado por Ilana, después del último de la primera temporada, «Family Portrait», y el capítulo anterior, «Dance Dance Revelation». Además, es el segundo dirigido por Gail, tras el previo. El episodio se emitió originalmente el 5 de enero de 2011 en American Broadcasting Company (ABC).
En octubre de 2010, William Keck, de la revista TV Guide, informó que James Marsden, conocido por su papel en X-Men, sería la estrella invitada para el capítulo y actuaría como el nuevo vecino de Mitchell y Cameron. Marsden filmó su parte el 29 de octubre de 2010, lo describió como una gran experiencia y añadió que la serie tiene «grandes comediantes y escritores, y fue genial contar con eso».
También contó con una aparición especial de Jami Gertz, quien interpretó a Laura, la nueva cliente de Phil y la veloz conductora. En una entrevista realizada en 2012 habló sobre su participación; Jami declaró: «Bueno, Steve Levitan es amigo mío desde hace bastante tiempo. Estoy tan eufórica por su éxito y el éxito de Christopher Lloyd [...] Es difícil ser invitado, especialmente en un programa exitoso como Entourage o ER o Modern Family».

## Recepción

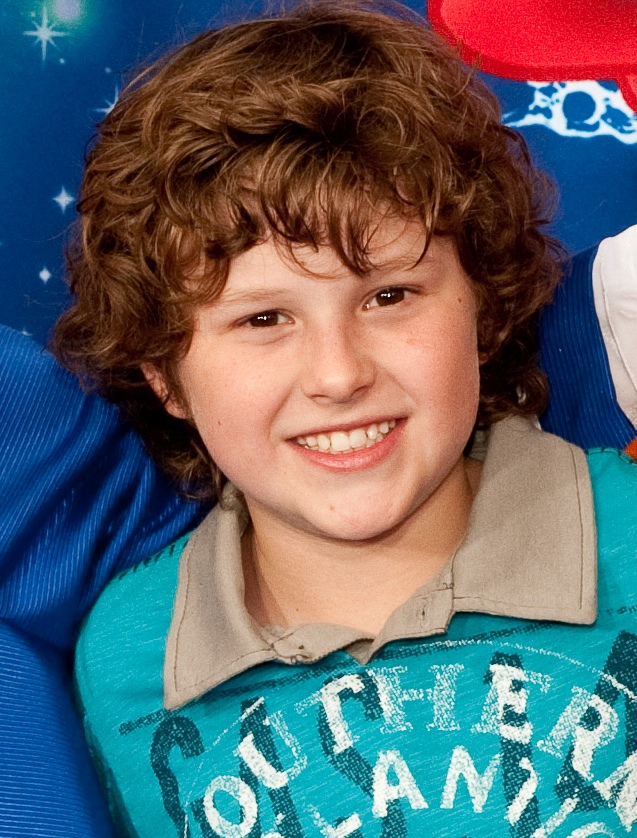
Nolan Gould en 2010